# Chilioara, Sălaj
Chilioara este un sat în comuna Coșeiu din județul Sălaj, Transilvania, România.
Relieful predominant este deluros. Satul este așezat între măguri, la marginea sa existând o padure întinsă, cunoscută de localnici sub numele de „Valea Santăului”. 

## Istoric
Așezarea datează din secolul XV, când purta denumirea de Kirwa, fiind proprietatea unui latifundiar maghiar.
Prima atestare: 1368, când este menționat și satul vecin, Archid - Erked. Se pare, însă, că satul ar data din aceeași perioadă cu comuna Coșeiu (Kusaly) - 1299.
În prezent, satul este locuit majoritar de români. Are o școală primară (clasele I-IV), o grădiniță de copii, o veche biserică ortodoxă, o biserică nouă greco-catolică, un cămin cultural și câteva puncte comerciale. 
Satul a dat de-a lungul vremii importante nume de intelectuali, profesori, preoți. 
Parti istorice ale Chiliorii: Izvoare, Valea Savului,Fata Temeteului,Poieni,Intre Hotare,Barca Blaghii,Fata de Jos de Sat,Dealul Acastaualor,Dealul Petricios,Fantana Cetarna (Ratul) 
Strazi: Ulita Satului, Bisericii, Cioara, Ulita din Sus si Ulita Temeteului.
Cimitirul de animale se afla la o distanta de 2 km de sat, spre vest, in padurea dintre Archid si Chilioara.
Numele de Chilioara deriva de la :"Tilioara"
La inceput a fost asezata pe "Izvoara"
Numele se zice ca deriva de la "Lilioara cea frumoasa,fata unui om ce locuia langa Izvor"

## Al Doilea Razboi Mondial
Masacrul de la Chilioara din cel de Al Doilea Război Mondial, atunci când la data de 18 octombrie 1944 mureau 20 de militari români din Regimentul 34 Infanterie în luptă cu trupele germane din jurul satului Archid, din județul Sălaj, a rămas cunoscut posterității sub numele de “cuptorul de foc de la Chilioara” sau “cuptorul de foc de la Archid”.
Eroii Regimentului 34 Infanterie ”Constanța”, au sfârșit arși de vii cu aruncătoarele de flăcări, din dorința de a elibera drumul spre Hodod și Carei. Deși doar cu o zi înainte, pe 17 octombrie 1944 militarii români din Regimentul 34 Infanterie “Constanța“ au reușit să cucerească pozițiile strategice înalte din jurul satului Archid, hitleriștii s-au baricadat într-o fermă de unde opuneau încă o puternică rezistență pe aliniamentul Chilioara – Archid.
Surprinși de atacul din noaptea  de 17/18 octombrie 1944 al românilor, inclusiv atac pe timp de noapte la baionetă, germanii au ripostat disperat folosind aruncătoarele de flăcări. Ferma ce reprezenta o poziție cheie și deschidea drumul liber către Hodod și Carei, a fost în cele din urmă cucerită de către români, însă cu prețul sacrificiului următorilor militari din Regimentul 34 Infanterie “Constanța”
Din cauza sărăciei și a distrugerilor provocate de război, cei 20 de soldați români morți în “cuptorul de foc de la Chilioara” au fost înmormântați într-o groapă comună, în curtea bisericii din localitate. Din cauza lipsurilor materiale, doar pentru patru dintre ei s-au putut înjgheba sicrie pentru a fi înmormântați. Toți ceilalți au fost așezați la grămadă într-o groapă comună. Au trebuit să treacă nu mai puțin de șapte decenii până când cineva a reușit să ridice în localitate un monument închinat în memoria jertfei lor.
La 27 octombrie 2013, în satul Chilioara a fost inaugurat un monument închinat atât în memoria localnicilor morți în cele două războaie mondiale, cât și în memoria celor 20 de soldați din Regimentul 34 Infanterie care au murit în lupta cu trupele germane din 18 octombrie 1944.
“Cuptorul de foc de la Archid” sau “cuptorul de foc de la Chilioara” este încă o pagină de istorie scrisă cu sânge românesc pentru apărarea acestui pământ îmbibat de-a lungul veacurilor de atâta sânge, de atâtea lacrimi, de atâta sudoare și suferință.

## Obiective memoriale
Cimitirul Eroilor Români din cel De-al Doilea Război Mondial este amplasat în curtea bisericii ortodoxa. Are o suprafață de 36 mp, fiind dezvelit în 1944. În cadrul acestuia sunt înhumați 20 de militari români.   
Monumentul Eroilor, construit in 2013, ii cinsteste pe cei 47 de eroi cazuti pe campurile de lupta de pe teritoriul localitatii in perioada celor doua razboaie mondiale.   